# Estádio Municipal Luís Alves Athaíde
Estádio Municipal Luís Alves Athaíde – stadion piłkarski w Pimenta Bueno, Rondônia, Brazylia. Na którym swoje mecze rozgrywa klub Clube Atlético Pimentense.